# كاتيا إليوت
كاتيا إليوت (بالسويدية: Katia Elliott)‏ هي مقدمة تلفزيونية وصحفية وطبيبة أسنان سويدية، ولدت في 23 أبريل 1970 في سانتياغو في تشيلي.